# Пиратон

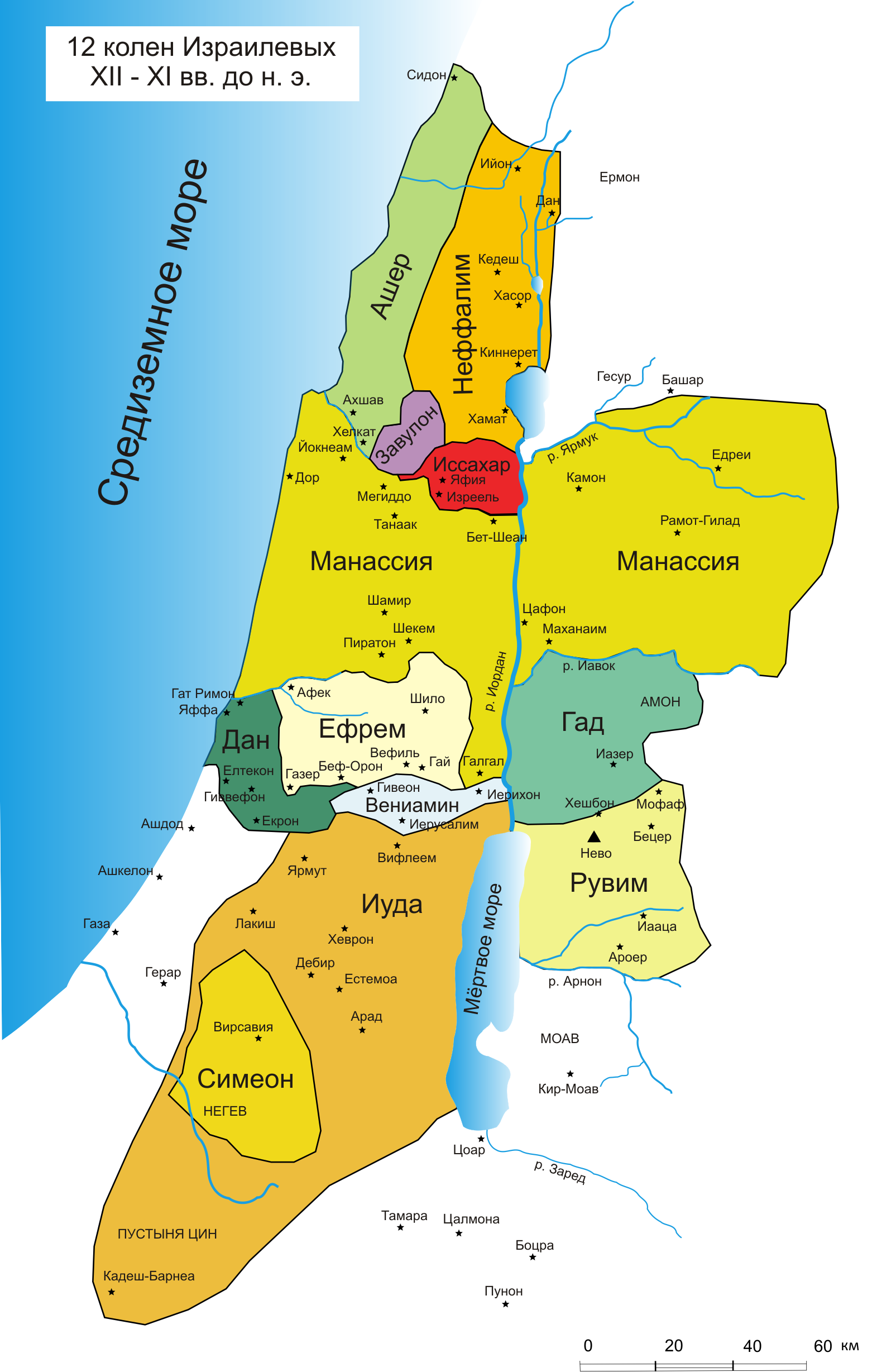
Территории 12 колен Израилевых, до ухода Дана на север

Пиратон или Пирафон (ивр. פּרעתון‎; в Септуагинте: Φαραθωμ, Φρααθων = Фарафон в русской и славянской Библии) — библейский город в земле Ефремовой, на горе Амаликитской, где скончался и погребён израильский правитель, судья Авдон (Суд. 12:13-15).
В настоящее время это палестинский город Ферата (Fara’ata), в 2 часах пути от города Наблуса. Местонахождение этого библейского города открыл уже палестиновед XIV века Эстори га-Фархи).
В Библии Пиратон упоминается также как родина Ванеи Пирафонянина, одного из воинов Давида (2Цар. 23:30; 1Пар. 11:31). «Ванея Пирафонянин, из сынов Ефремовых», который «одиннадцатый» военачальник, «служил царю во всех делах», чьё войско предназначалось «для одиннадцатого месяца», и было у него «в его отделении двадцать четыре тысячи» (1Пар. 27:14).